# Далькут
Далькут (араб. ضلكوت‎) — небольшой город на юго-западе Омана, на территории мухафазы Дофар. Административный центр вилайета Далькут. Численность населения на 2010 год составляла 875 человек.

## Географическое положение
Город находится в юго-западной части мухафазы, на берегу Аравийского моря. Абсолютная высота — 0 метров над уровнем моря.
Далькут расположен на расстоянии приблизительно 87 километров к западу-юго-западу (WSW) от Салалы, административного центра мухафазы и на расстоянии 923 километров к юго-западу от Маската, столицы страны.

## Климат
Климат города характеризуется как аридный жаркий (BWh в классификации климатов Кёппена). Среднегодовая температура воздуха составляет 25,4 °C. Средняя температура самого холодного месяца (января) составляет 21,1 °С, самого жаркого месяца (июня) — 29,4 °С. Расчётная многолетняя норма осадков — 56 мм.

## Транспорт
Ближайший гражданский аэропорт расположен в городе Салала.